# César Muñoz Arconada
César M. Arconada (Astudillo, Palencia, 1898- Moscou, 1964), fou un escriptor espanyol pertanyent a la Generació del 27 i posteriorment a l'anomenada literatura espanyola en l'exili. Va destacar en els seus inicis com prosista d'avantguarda, desenvolupant un estil renovador de la narrativa espanyola juntament amb Benjamín Jarnés o Francisco Ayala entre d'altres.

## Obra
Poesia
- Urbe. Imprenta Sur, Málaga, 1928
- Vivimos en una noche oscura. París/Madrid, Publicaciones Izquierda, 1936, 92 pp.
- Romances de la guerra. Santander, Ediciones Unidad, 1937, 75 pp.
- Muchos más poemas de Arconada se publicaron sueltos, la mayoría en revistas de la Unión Soviética y otros en diversas recopilaciones sobre la literatura española del exilio. La revista Exils et migrations ibériques au XXe siécle, editada en París, dedica su número 9 (año 2000) en gran parte a la obra de Arconada con una amplia selección de poemas escritos en su exilio de Moscú.

Assaig i prosa no narrativa
- En torno a Debussy. Madrid, Espasa-Calpe, 1926, 264 pp.
- Vida de Greta Garbo. Madrid, Ediciones Ulises, 1929, 256 pp. Traducción al portugués, Lisboa, Tip. de Emprêsa Nacional de Publicidade, 1932. Hay una reedición en 1974 en la editorial Castellote de Madrid, que incluye en texto de Javier Maqua ("Preliminares") y dos artículos de Arconada de los años 30 sobre cine.
- Tres cómicos del cine. Madrid, Ediciones Ulises, 1931, 288 pp. Reedición en 1974, Miguel Castellote, Madrid 1974, 344 pp.

Prosa narrativa
- La turbina. (Novela). Madrid, Ediciones Ulises, 1930. Reedición en Turner (Madrid, 1975), colección "La novela social española" con prólogo de Gonzalo Santoja.
- La humildad, relato incluido en el libro colectivo Las siete virtudes. Madrid, Espasa-Calpe, 1931
- Cuentos de amor para tardes de lluvia. Madrid, Cuadernos de La Gaceta Literaria, 1930.
- Los pobres contra los ricos. París / Madrid, Publicaciones de Izquierda, 1933, 286 pp. Reeditado en la editorial Arte y Literatura, La Habana, Cuba, 1977, 314 pp.
- Reparto de tierras. París / Madrid, Publicaciones de Izquierda, 1934, 223 pp. Reeditado por la Diputación Provincial de Badajor, 1987 con prólogo de Gregorio Torres Nebrera.
- Xuan el músico. Cuento aparecido en los nº 8 y 9 de la revista Ayuda (1936) y reproducido en el volumen Los novelistas sociales españoles (1928-1936). Antología, preparado por Gonzalo Santonja y José Esteban para la editorial Anthropos de Barcelona.
- Río Tajo Ya en la imprenta, preparada para su publicación en 1938 en Barcelona, la primera edición española se publicó en Madrid, editorial Akal, 1978, con prólogo de Juan Antonio Hormigón, 337 pp. Antes, en 1964, había aparecido una traducción al checo Řeka Tajo, Praha / Státní nakladatelství krásné literatury a umění.
- Cuentos de Madrid. Sevilla, Renacimiento, Col. Biblioteca del exilio, 2007, 229 páginas. Edición de Natalia Kharitónova.

Teatre
- Tres farsas para títeres. París/Madrid, Publicaciones Izquierda, 1936. (Contiene "El teniente Cazadotes", "Dios y la beata" y "Gran baile en La Concordia").
- La conquista de Madrid. (Farsa dramática), 1937.
- Nueva Carmen. Publicada por primera vez en Moscú en el nº 7 (1944) de la revista Literatura Internacional. En el año 2000 se publicó en España, en el nº 27-30 (año 2000) de la revista sevillana Renacimiento en edición de Natalia Kharitónova.
- Teatro español en la escuela. En colaboración con Josefa Gómez-Ganivet. Moscú, Uchpedguiz, 1953, 74 pp. (Contiene las siguientes obras cortas: Mamita Clara, Al Congreso de los Pueblos por la Paz, Viena, Andrés, Don Generoso de lo ajeno y El Lazarillo).

Traduccions
- El viento del Este. Novela de S. Zeromski; Madrid: ediciones Ulises, 1931 (Traducción directa del polaco por Mauricio Amster y C.M. Arconada.)

Recopilacions
- Obras escogidas. Tomo I: Los pobres contra los ricos y Reparto de tierras. Tomo II: Río Tajo. Moscú, Ediciones Progreso, 1969 con prólogo de Inna Tiniánova.
- La Guerra de Asturias: (crónicas y romances). Edición a cargo de Gonzalo Santonja. Madrid, Ayuso 1979, 127 pp.
- De Astudillo a Moscú. (Obra periodística). Introducción y selección de Christopher H. Cobb. Valladolid: Ámbito, 1986, 359 pp.

Obra inèdita
- José Díaz. Biografía del líder comunista español.
- Manuela Sánchez. Drama teatral.
- Andanzas por la nueva China. Relatos periodísticos
- España invencible. Relatos.
- ¡Heroicas mujeres de España!. Teatro